# Cima Coppi

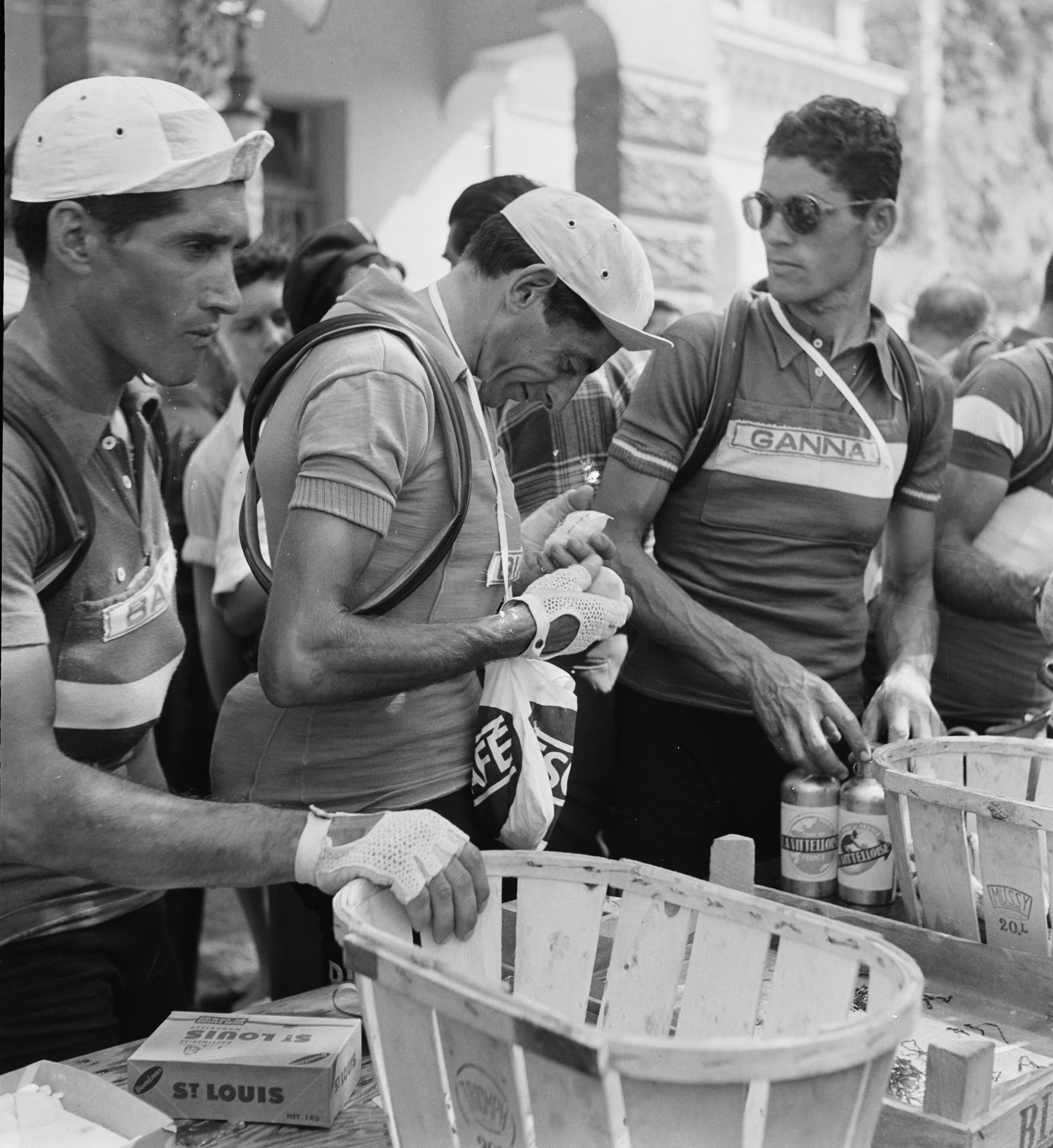
Fausto Coppi.

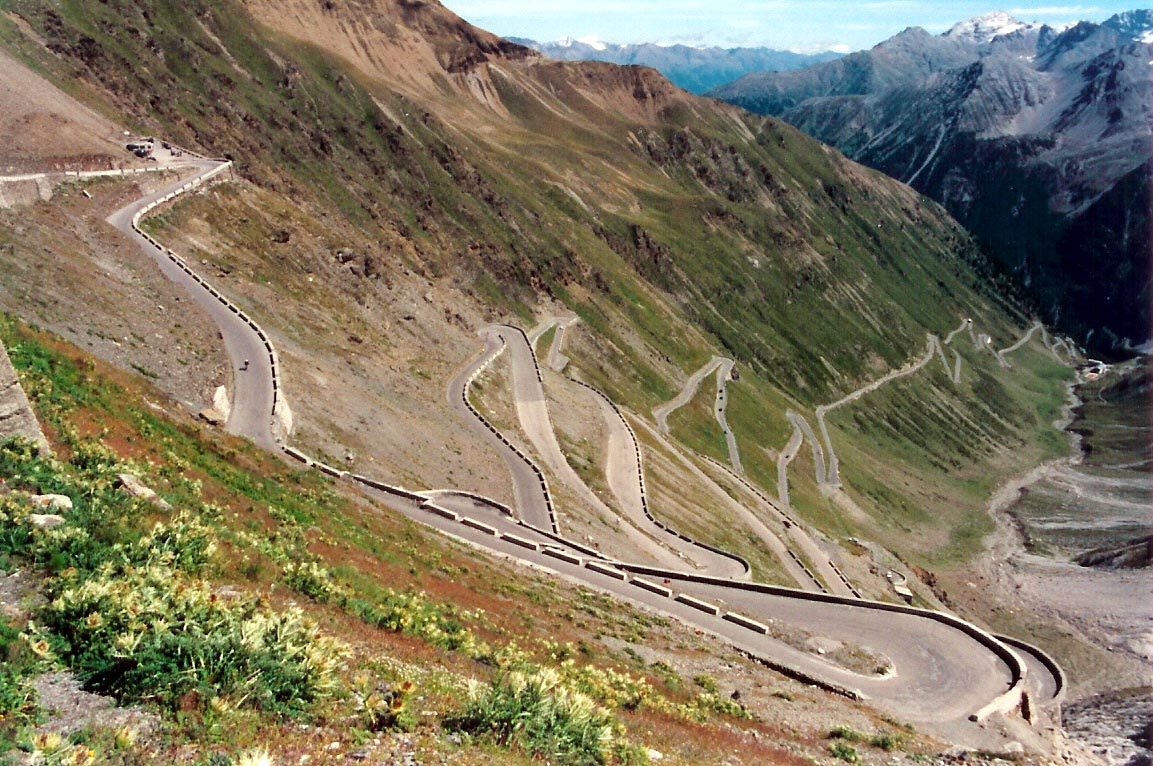
El pas de l'Stelvio, el més alt mai superat pel Giro.

La Cima Coppi és el port de muntanya més alt pel qual han de passar els ciclistes durant la disputa del Giro d'Itàlia, una de les tres grans voltes del ciclisme mundial. El coll que rep aquesta distinció atorga més punts que qualsevol altra en la lluita pel Gran Premi de la muntanya.
El premi fou instaurat el 1965 com a homenatge a Fausto Coppi, que guanyà cinc edicions del Giro d'Itàlia i tres vegades la classificació de la muntanya durant la seva carrera esportiva. El 22 d'abril de 1965 l'aleshores director del Giro, Vicenzo Torriani, va fer públic la intenció de donar el doble de punts per a la classificació de la muntanya al primer ciclista que passés pel cim del port de muntanya més alt del Giro. En un primer instant Torriani va pensar a atorgar bonificacions al pas pel cim, però després d'escoltar diverses opinions contràries a la proposta optà pel donar més punts en la classificació de la muntanya.
La Cima Coppi canvia cada any, segons el recorregut del Giro d'Itàlia, però la Cima Coppi per excel·lència continua sent el Pas de l'Stelvio, que amb els seus 2.758 msnm és el punt més alt assolit pel Giro. L'Stelvio ha estat Cima Coppi en les edicions de 1972, 1975, 1980, 1994, 2005, 2012 i 2014 i també havia estat previst el 1965, 1988 i 2013, però el recorregut hagué de ser modificat per culpa del mal temps.

## Llista de passos per la Cima Coppi
| Any  | Port de muntanya      | Altura | Primer al cim                    | Ref           |
| ---- | --------------------- | ------ | -------------------------------- | ------------- |
| 1965 | Pas de l'Stelvio      | 1.958  | Graziano Battistini (ITA)        |               |
| 1966 | Pas Pordoi            | 2.239  | Franco Bitossi (ITA)             |               |
| 1967 | Tres Cims de Lavaredo | 2.320  | Felice Gimondi (ITA)             |               |
| 1968 | Tres Cims de Lavaredo | 2.320  | Eddy Merckx (BEL)                |               |
| 1969 | Pas Sella             | 2.214  | Claudio Michelotto (ITA)         |               |
| 1970 | Pas Pordoi            | 2.239  | Luciano Armani (ITA)             | [ 5 ] [ 6 ]   |
| 1971 | Grossglockner         | 2.506  | Pierfranco Vianelli (ITA)        | [ 7 ]         |
| 1972 | Pas de l'Stelvio      | 2.758  | José Manuel Fuente (ESP)         |               |
| 1973 | Pas de Giau           | 2.236  | José Manuel Fuente (ESP)         |               |
| 1974 | Tres Cims de Lavaredo | 2.320  | José Manuel Fuente (ESP)         |               |
| 1975 | Pas de l'Stelvio      | 2.758  | Francisco Galdós (ESP)           |               |
| 1976 | Pas Sella             | 2.214  | Andrés Gandarias (ESP)           |               |
| 1977 | Pas Valparola         | 2.200  | Faustino Fernández Ovies (ESP)   |               |
| 1978 | Pas Valles            | 2.033  | Gianbattista Baronchelli (ITA)   |               |
| 1979 | Pas Pordoi            | 2.239  | Leonardo Natale (ITA)            |               |
| 1980 | Pas de l'Stelvio      | 2.758  | Jean-René Bernaudeau (FRA)       |               |
| 1981 | Tres Cims de Lavaredo | 2.320  | Beat Breu (SUI)                  |               |
| 1982 | Coll d'Izoard         | 2.361  | Lucien Van Impe (BEL)            |               |
| 1983 | Pas Pordoi            | 2.239  | Marino Lejarreta (ESP)           |               |
| 1984 | Pas Pordoi            | 2.239  | Laurent Fignon (FRA)             |               |
| 1985 | Pas del Sempione      | 2.005  | Reynel Montoya (COL)             |               |
| 1986 | Pas Pordoi            | 2.239  | Pedro Muñoz (ESP)                | [ 8 ]         |
| 1987 | Pas Pordoi            | 2.239  | Jean-Claude Bagot (FRA)          | [ 9 ]         |
| 1988 | Pas de l'Stelvio      | 2.758  | —                                |               |
| 1989 | Pas de Gavia          | 2.621  | —                                |               |
| 1990 | Pas Pordoi            | 2.239  | Maurizio Vandelli (ITA)          |               |
| 1990 | Pas Pordoi            | 2.239  | Charly Mottet (FRA)              |               |
| 1991 | Pas Pordoi            | 2.239  | Franco Vona (ITA)                |               |
| 1991 | Pas Pordoi            | 2.239  | Franco Chioccioli (ITA)          |               |
| 1992 | Pas Pordoi            | 2.239  | Claudio Chiappucci (ITA)         |               |
| 1993 | Pas Pordoi            | 2.239  | Miguel Indurain (ESP)            |               |
| 1994 | Pas de l'Stelvio      | 2.758  | Franco Vona (ITA)                |               |
| 1995 | Coll de l'Agnello     | 2.744  | —                                |               |
| 1996 | Pas de Gavia          | 2.621  | Hernán Buenahora (COL)           |               |
| 1997 | Pas Pordoi            | 2.239  | José Jaime González (COL)        |               |
| 1998 | Pas Sella             | 2.214  | Marco Pantani (ITA)              |               |
| 1999 | Pas de Gavia          | 2.621  | José Jaime González (COL)        |               |
| 2000 | Coll de l'Agnello     | 2.744  | José Jaime González (COL)        | [ 11 ]        |
| 2001 | Coll Fauniera         | 2.511  | —                                | [ 12 ]        |
| 2002 | Pas Pordoi            | 2.239  | Julio Alberto Pérez Cuapio (MEX) | [ 13 ]        |
| 2003 | Coll d'Esischie       | 2.366  | Fredy González (COL)             | [ 14 ]        |
| 2004 | Pas de Gavia          | 2.621  | Vladimir Miholjević (CRO)        | [ 15 ]        |
| 2005 | Pas de l'Stelvio      | 2.758  | José Rujano (VEN)                | [ 16 ]        |
| 2006 | Pas de Gavia          | 2.621  | Juan Manuel Gárate (ESP)         | [ 17 ]        |
| 2007 | Coll de l'Agnello     | 2.744  | Yoann Le Boulanger (FRA)         | [ 18 ]        |
| 2008 | Pas de Gavia          | 2.621  | Julio Alberto Pérez Cuapio (MEX) | [ 19 ] [ 20 ] |
| 2009 | Sestrieras            | 2.035  | Stefano Garzelli (ITA)           | [ 21 ]        |
| 2010 | Pas de Gavia          | 2.621  | Johann Tschopp (SUI)             | [ 22 ]        |
| 2011 | Pas de Giau           | 2.236  | Stefano Garzelli (ITA)           | [ 23 ]        |
| 2012 | Pas de l'Stelvio      | 2.758  | Thomas De Gendt (BEL)            | [ 24 ] [ 25 ] |
| 2013 | Tres Cims de Lavaredo | 2.320  | Vincenzo Nibali (ITA)            | [ 29 ]        |
| 2014 | Pas de l'Stelvio      | 2.758  | Dario Cataldo (ITA)              | [ 30 ]        |
| 2015 | Colle delle Finestre  | 2.178  | Mikel Landa (ESP)                |               |
| 2016 | Coll de l'Agnello     | 2.744  | Michele Scarponi (ITA)           | [ 31 ]        |
| 2017 | Pas de l'Stelvio      | 2.758  | Mikel Landa (ESP)                |               |
| 2018 | Colle delle Finestre  | 2.178  | Christopher Froome (GBR)         | [ 32 ]        |
| 2019 | Pas Manghen           | 2.047  | Fausto Masnada (ITA)             |               |
| 2020 | Pas de l'Stelvio      | 2.758  | Rohan Dennis (AUS)               |               |
| 2021 | Coll de Giau          | 2.233  | Egan Bernal (COL)                |               |